# انتشار جزيئي

الانتشار من وجهة نظر مجهرية وعيانية. بشكل أولي هناك جزيئات من المذاب على الجانب الأيسر من الحاجز (الخط البنفسجي) ولل يوجد جزيئات مذاب على الجانب الأيمن. تم إزالة الحاجز وانتشر المذاب ليملأ الوعاء كاملا. بالأعلى: جزيء منفرد يتحرك بشكل عشوائي. بالوسط: مع ازدياد عدد الجزيئات هناك نزعة واضحة حيث يملأ المذاب الوعاء أكثر فأكثر بشكل منتظم. بالأسفل: مع العدد الضخم من جزيئات المذاب، تختفي كل أشكال العشوائية في الانتشار: حيث يظهر أن المذاب يتحرك بشكل سلس وعلى نحو نظامي من مناطق التركيز المرتفع إلى مناطق التركيز المنخفض تبعا لقانون فيك.

الانتشار الجزيئي أو ببساطة الانتشار هو الحركة الحرارية لكل دقائق الموائع (السوائل والغازات) عند درجة حرارة أعلى من الصفر المطلق. يعد معدل هذه الحركة اقترانا من درجة الحرارة ولزوجة المائع وحجم (كتلة) الدقائق والجسيمات. يشرح الانتشار صافي محصلة تدفق الجزيئات من منطقة التركيز المرتفع إلى منطقة التركيز المنخفض.